# Каракол (приток Кочкора)
Каракол (кирг. Каракол; Восточный Каракол, кирг. Чыгыш Каракол; в верхнем течении — Кара-Тёр) — река в Кыргызстане, течёт по территории Кочкорского района Нарынской области. Левый приток реки Кочкор.
Длина реки составляет 51 км. Площадь водосборного бассейна равняется 533 км². Среднегодовой расход воды — 4,76 м³/с.
Исток реки находится на склонах восточной части Киргизского хребта. От истока течёт на юго-восток, постепенно поворачивая на восток, в среднем и нижнем течении преобладающим направлением течения становится юго-восток. Сливается с рекой Сёок на высоте 2189 м над уровнем моря, образуя реку Кочкор у села Мантыш.